# Civitas
Civitas (mn. civitates) je  latinski izraz, ki je v zgodovini Rimske republike imel več pomenov:
- Rimsko državljanstvo, ki se je pridobilo v skladu z državnimi zakoni;
- Rimsko ljudstvo, s poudarkom na enakopravnosti med patriciji in plebejci;
- Rimsko prebivalstvo naselja, ki nima mestne organizacije;
- Častni naslov za mesto.

Rimski termin civitas in velik del njegove vsebine je bil v bistvu enak starejšemu grškemu terminu πολιτεία (politeίa).

## Državljanstvo in skupnost državljanov
Civitas romana s pomenom državljanstvo se je kot pravni termin nanašal na osebe (cives), cela naselja in politične skupnosti, za katere so veljali enaki zakoni (concilium coetusque hominum iure sociati), ki so predpisovali obveznosti (munera) in podeljevali državljanske pravice. Posameznik je dobil državljanstvo po rojstvu ali po podelitvi, izgubil pa ga  je s smrtjo ali z uradnim preklicem.
V času Rimskega cesarstva so imeli državljanstvo (civitas romana), se pravi status rimskega državljana (civis Romanus) izključno patriciji (staroselci) Rima, medtem ko plebejci (prišleki) niso imeli nobenih političnih pravic niti možnosti sklepanja zakonov s patriciji. Na začetku Rimske republike so se začeli plebejci boriti za svoje pravice, a enakopravnost so dosegli šele leta 287 pr. n. št., ko je bil izdan zakon lex Hortensia. Ta zakon je določal, da odločitve Plebejskega zbora (Concilium plebis) obvezujejo vse Rimljane. To je pomenilo, da so odločitve Plebejskega zbora enakovredne odločitvam senata. Od tega trenutka dalje se Rimski narod proglaša za civitas romana (rimsko ljudstvo), to je enakopravno skupnost patricijev in plebejcev.

## Del rimske civilizacije in mestna skupnost
S širjenjem rimske oblasti preko meja Lacija so osvojeni kraji in njihovi prebivalci dobivali status poraženih ali sužnjev (populi dediticii) ali status zaveznikov (civitates foederatae). Slednji so imeli pravico obdržati večino svoboščin, odvisno od sporazuma, ki so ga podpisali z Rimom.
Na koncu republikanskega obdobja so leta 90 pr. n. št. (lex Iulia) in 89 pr. n. št. (lex Plautia Papiria) vsi prebivalci Apeninskega polotoka (Italci) dobili status "rimskega ljudstva" in poslednično pravico do državljanstva (oboje civitas romana). Nova mesta se niso več imenovala oppidum, temveč kar civitas romana, kar je pomenilo, da gre za "del rimske civilizacije", z vsemi posledicami, ki jih je to pomenilo.
Status civitas romana se je podeljeval na več načinov. Status so dobila na primer prestižna in gospodarsko pomembna mesta, med njimi Massilia (Marseille) in Messina, čeprav so bila na okupiranih ozemljih, ki so imela v obdobju Republike polavtonomen položaj.  Malta je enak status dobila kot nagrado za zvestobo Rimu med drugo punsko vojno. Naziv civitas romana so dobila tudi nova romanizirana urbana naselja zavezniških narodov. Običajno je šlo za popolnoma nova naselja, zgrajena poleg pomembnih starejših naselij. V teh primerih je treba v nazivu civitas romana videti predvsem izjavo okupatorskih sil, da skupnost pripada Rimu. 
V poznem Rimskem cesarstvu se naziv civitas romana ni podeljeval samo prijateljskim in zavezniškim ljudstvom in njihovim mestom, ampak tudi vsem miroljubnim regijam, ki so imela kako lokalno upravo. Na koncu cesarstva so civitates imele svojo policijo pod dekurijonovim poveljstvom in to so bile v oddaljenih področjih, ki so jih ogrožali barbari, pogosto edine rimske obrambne enote. 
Proti koncu Rimskega cesarstva je cesar Karakala leta 212 izdal edikt Constitutio Antoniniana,  s katerim je podelil državljanstvo vsem svobodnim prebivalcem cesarstva, razen dediticijskih peregrinov (nasprotnikov, ki so se po porazu predali na milost in nemilost Rima) in svobodnjakov, ki niso bili osvobojeni s civilnimi oblikami manumisije. Cesar Justinijan je ukinil tudi te omejitve in izenačil vse svobodne prebivalce cesarstva. Na ta način je vsako mesto v imperiju imelo pravico do naziva civitas romana, zato se je postopoma začela uporabljati za mesto samo beseda civitas. Odtod italijanski izraz città, španski ciudad, portugalski cidade, angleški city.

## Civitas romana
Civitates so bila mesta, regionalna trgovska in upravna središča z vso potrebno infrastrukturo, baziliko, forumom in ostalimi javnimi zgradbami. Razlikovala so se  od slabše organiziranih naselij vicus, ki so spontano nastajala okoli legionarskih garnizij, kolonij upokojenih vojakov in naselij, ki so se razvila iz obstoječih municipijev.  Zemljišče, kjer naj bi zraslo novo naselje, se je najprej uradno razdelilo na del, ki je bil dodeljen lokalnemu prebivalstvu, in del, ki je ostal v državni lasti. Začrtala se je osnovna mreža ulic, sam razvoj naselja pa je bil prepuščen prebivalcem. Država si je rezervirala del javnega zemljišča za graditev javnih zgradb, ki so se gradile z državno pomočjo. Njihova primarna funkcija je bila vzpodbujanje lokalnega gospodarstva zaradi čimvečje proizvodnje dobrin in čimvečjih davčnih prihodkov. 
Vse dejavnosti v mestu je vodil mestni svet  (ordo ali curia), v katerem so bile  prominentne osebnosti, ki so imele pravico do kandidiranja za javne funkcije. Ta mesta običajno niso imela obrambnega obzidja, razen provizoričnih zemljenih okopov, ki so se zgradili v času neposredne nevarnosti. 
Civitates romanae so se delile na tri osnovne skupine:
- civitas stipendiaria: skupnosti, ki so plačevale davke,
- civitas foederata: zavezniške skupnosti, ki so bile oproščene plačevanje davka in se niso podrejale rimskim zakonom in
- civitas libera: svobodne skupnosti.

## Civis romanus
Rimski državljan (civis romanus, mn. cives romani) je bil pripadnik rimskega naroda (populus romanus), ki je imel pravico glasovanja (ius suffragii), pravico do magistrature (ius honorum), pravno sposobnost za dobivanje kviritskega lastništva (dominium ex iure Quiritium), družinsko oblast (manus, patria potestas, tutela), pravico do oporoke in dedovanja (testamenti factio activa et passiva), pravico do sklepanja zakonske zveze (ius connubii), pravico stranke pred sodiščem in civilno poslovno sposobnost. Njegova osnovna dolžnost je bila, da služi v vojski in plačuje davke. Plačevanje davkov je bilo v različnih obdobjih cesarstva različno.
Prebivalci Rimskega cesarstva so državljanstvo lahko dobili 
- z rojstvom (iure sanguinis)
- z osvoboditvijo iz suženjstva (manumissio),
- vsled podaritve (donatio civitatis), se pravi z odločbo magistrata ali rimskega cesarja, s katero so v nekaterih primerih pravico dobila cela naselja ali regije.

Izguba ali omejitev državljanskih pravic se je imenovala deminutio capitis. Rimski državljani so državljanstvo izgubili 
- z izgubo svobode, na primer zaradi ujetništva, prodaje v suženjstvo, dezerterstva in podobnih kaznivih dejanj,
- z izgonom (interdictio aquae et igni – dobesedno: prepoved uporabe vode in ognja),[3]
- s prisilno preselitvijo (deportatio).[3]

Z izgubo svobode (capitis deminutio maxima) so se izgubile tudi vse pravice z naslova rimskega državljanstva. Rimsko državljanstvo se je lahko izgubilo tudi brez izgube svobode (capitis deminutio media). V nekaterih primerih, na primer če je komu uspelo pobegniti iz ujetništva, je bila možna ponovna pridobitev državljanstva z vsemi pripadajočimi pravicami.
Status državljana je bil lahko omejen, in sicer za
- osvobojene sužnje,
- osebe, ki so bile pod nadzorom (nota censoria), na primer osebe, ki niso spoštovale moralnih norm,
- kristjane, Jude in druge heretike.